# Kočište
Kočište (makedonska: Кочиште) är en ort i Nordmakedonien. Den ligger i kommunen Demir Hisar, i den sydvästra delen av landet, 80 kilometer söder om huvudstaden Skopje. Kočište ligger 754 meter över havet och antalet invånare är 110.